# Seznam poljskih skladateljev
Seznam poljskih skladateljev.

## 15. stoletje
- Mikołaj Radomski

## 16. stoletje
- Cyprian Bazylik (~1535 ~1600)
- Jan z Lublina (~1537–1540)
- Mikołaj z Krakowa
- Mikołaj z Chrzanowa
- Seweryn Koń
- Jakób Sowa
- Marcin Wartecki
- Krzysztof Klabon
- Wojciech Długoraj
- Wacław z Szamotuł

## 17. stoletje
- Adam Jarzębski
- Grzegorz Gerwazy Gorczycki
- Franciszek Lilius
- Marcin Mielczewski
- Bartłomiej Pękiel

## 19. stoletje
- Michał Kleofas Ogiński (1765–1833)
- Józef Elsner (1769–1854)
- Franciszek Lessel (1780–1838)
- Karol Kurpiński (1785–1857)
- Maria Szymanowska (née Marianna Agata Wołowska) (1789–1831)
- Karol Lipiński (1790–1861)
- Ludwika Jędrzejewicz (Ludwika Chopin) (1807–1855)
- Frederic Chopin (1810–1849)
- Emilia Chopin (1812–1827)
- Celina Szymanowska (por. Mickiewiczowa) (1812–1855) (polj.-fr.)
- Oskar Kolberg (1814–1890)
- Stanisław Moniuszko (1819–1872)
- Apolinary Kątski (1824–1879)
- Aleksander Zarzycki (1834–1895)
- Henryk Wieniawski (1835–1880)
- Zygmunt Noskowski (1846–1909)
- Władysław Żeleński (1837–1921)
- Aleksander Michałowski (1851–1938)
- Moritz Moszkowski (1854–1925)
- Michał Marian Biernacki (1855–1936)
- Ignacy Jan Paderewski (1864–1941)
- Mieczysław Surzyński (1866–1924)
- Mieczysław Karłowicz (1876–1909)

## 20. stoletje
- Grzegorz Fitelberg (1879–1953)
- Karol Szymanowski (1882–1937)
- Ludomir Różycki (1883/84–1953)
- Raoul Koczalski (1884–1948)
- Apolinary Szeluto (1884–1966)
- Czesław Marek (1891–1985)
- Kazimierz Sikorski (1895–1986)
- Tadeusz Szeligowski (1895–1963)
- Bolesław Szabelski (1896–1979)
- Alexandre (Aleksander) Tansman (1897–1986)
- Bronisław Rutkowski (1898–1964)
- Jan Adam Maklakiewicz (1899–1954)
- Kazimierz Wiłkomirski (1900–1995)
- Piotr Perkowski (1901–1990)
- Henryk Wars (1902–1977) (filmski)
- Jerzy Fitelberg (1903–1951) (polj.-amer.)
- Feliks Rączkowski (1906–1989)
- Zofia Lissa (1908–1980; muzikologinja)
- Grażyna Bacewicz (1909–1969)
- Witold Krzemieński (1909–2001)
- Stefan Kisielewski (1911–1991)
- Wladyslaw Szpilman (1911–2000)
- Witold Lutosławski (1913–1994)
- Jan Ekier (1913–2014)
- Andrzej Panufnik (1914–1991)
- Mieczysław Tomaszewski (1921–2019) (muzikolog)
- Kazimierz Serocki (1922–1981)
- Andrzej Koszewski (1922–2015)
- Andrzej Markowski (1924–1986)
- Tadeusz Baird (1928–1981)
- Adam Walaciński (1928–2015)
- Bogusław Schaeffer (1929–1995)
- Waldemar Kazanecki (1929–1991)
- Augustyn Bloch (1929–2006)
- Krzysztof Komeda-Trzciński (1931–1969)
- Wojciech Kilar (1932–2013)
- Tadeusz Kocyba (1933–2007)
- Krzysztof Penderecki (1933–2020)
- Henryk Mikołaj Górecki (1933–2010)
- Piotr Hertel (1936–2010)
- Zbigniew Bargielski (*1937)
- Zygmunt Konieczny (*1937)
- Violetta Villas (1938–2011)
- Zenon Kowalowski (*1939)
- Andrzej Korzynski (*1940)
- Zbigniew Paleta (*1942)
- Joanna Bruzdowicz (*1943)
- Krzysztof Meyer (*1943)
- Stanisław Moryto (1947–2018)
- Eugeniusz Knapik (*1951)
- Jan A. P. Kaczmarek (*1953)
- Paweł Szymański (*1954)
- Zbigniew Preisner (*1955)
- Cezary Ostrowski (*1962)
- Krzysztof Kusiel-Moroz (*1965)
- Paweł Łukaszewski (*1968)
- Paweł Mykietyn (*1971)
- Jarosław Chełmecki  (*1973)
- Olo Walicki (*1974)
- Agata Zubel (*1978)
- Tomasz Goliński